# Sobienie Szlacheckie
Sobienie Szlacheckie (prononciation : [sɔˈbjɛɲɛ ʂlaˈxɛt͡skʲɛ]) est un village polonais de la gmina de Sobienie-Jeziory dans le powiat d'Otwock de la voïvodie de Mazovie dans le centre-est de la Pologne.
Il se situe à environ 3 kilomètres au nord-est de Kołbiel (siège de la gmina), 20 kilomètres au sud d'Otwock (siège du powiat) et à 38 kilomètres au sud-est de Varsovie (capitale de la Pologne).
Le village compte approximativement une population de 300 habitants.

## Histoire
De 1975 à 1998, le village appartenait administrativement à la voïvodie de Siedlce.